# 뉴질랜드의 모섬유 호황
뉴질랜드 역사상 가장 큰 경제 호황 중 하나인 1951년의 뉴질랜드 모섬유 호황은 1950-1953년 6.25 전쟁 당시 미국의 정책에서 직접 비롯되었다.
6.25 전쟁이 발발한 한반도에 1950년 미국은 전략 비축량을 충원하기 위해 모섬유(양모)를 대량으로 사들이려 했다. 이것은 뉴질랜드 역사상 가장 큰 모섬유 호황으로 이어졌는데 하룻밤 사이에 가격이 세 배로 상승했다. 1951년 뉴질랜드는 그 후 다시는 볼 수 없을 경제 성장을 경험했다. 호황의 메아리는 1950년대 후반까지 울려 퍼졌고, 그 무렵에는 기록적인 수의 농장이 운영되고 있었다.
1966년 모섬유의 수출가격은 40% 하락하였다. 하지만 뉴질랜드의 양들의 수는 계속해서 증가했다. 1951년 총 3480만 마리에서 양 수는 급격히 증가하여 1982년에는 7030만 마리로 정점을 찍었다. 그러나 제4차 노동당 정부(임기: 1984-1990)의 후속 자유시장 개혁과 농업 보조금의 관련 철폐는 증가했던 것보다 훨씬 빠르게 감소하였다. 2004년까지 전국 가축 떼는 총 3930만 마리로, 50년만에 가장 적었다.
최근 몇 년 동안 양들의 수가 1982년 이후 처음으로 다시 증가했다. 뉴질랜드 양의 개체수는 2006년 6월 현재 4010만 마리이다.

## 같이 보기
- 뉴질랜드의 농업(영어판)
- 뉴질랜드의 경제
- 파타고니아 양 사육 붐(영어판)